# Бобе, Луисон
Луи «Луисон» Бобе (фр. Louis Bobet, 12 марта 1925 года в Бретани, Франция — 13 марта 1983 года, Биарриц) — французский профессиональный шоссейный велогонщик. Первый велогонщик, одержавший три победы подряд в генеральной классификации Тур де Франс.

## Результаты

### Любители
| - 1943 - Grand Prix de Lamballe - 1944 - Critérium des Espoirs de l'Ouest - Critérium de Muel | - 1946 - Чемпион Франции - Prix de Carnac - 2-й на Championnat de Bretagne |

### Профессионалы
- 1947
  - Boucles de la Seine
  - Tour du Finistère
  - Course à la mer :
    - общий зачёт
    - 2-й этап
- 1948
  - Grand Prix de l'Équipe (вместе с Андре Мае и Гастоном Дюпи)
  - 6-й на 12-м этапе Tour de France
  - 4-й на Tour de France
- 1949
  - Critérium des As
  - Tour de l'Ouest :
    - общий зачёт
    - 3-й этап

  - 9-й на Flèche wallonne
- 1950
  -  Чемпион Франции
  - Grand Prix de l'Écho d'Alger
  - Critérium des As
  - Tour de France :
    -  горный зачёт
    - 18-й этап

  - 3-й на Tour de France
  - 3-й на Rome-Naples-Rome
  - 5-й на Чемпионате Мира
  - 6-й на Milan-San Remo
  - 6-й на Paris-Tours
- 1951
  - Challenge Desgrange-Colombo
  - Challenge Sedis
  -  Чемпион Франции
  - Giro d'Italia :
    -  горный зачёт
    - 17-й этап

  - Milan-San Remo
  - Giro di Lombardia
  - Critérium national
  - 2-й и 4-й этапы на Paris-Nice
  - Grand Prix du Locle
  - 17-й этап на Tour de France
  - 2-й на Paris-Roubaix
  - 2-й на Circuit de l'Indre
  - 3-й на Coppa Bernocchi
  - 4-й на Flèche wallonne
  - 7-й на Giro d'Italia
  - 7-й на Paris-Nice
  - 7-й на Liège-Bastogne-Liège
- 1952
  - Challenge Sedis
  - Paris-Nice :
    - общий зачёт
    - 2-й, 3-й, 5-й (ITT) и 6-й этапы

  - Grand Prix des Nations (ITT)
  - Critérium national
  - Grand Prix de Cannes
  - 2-й на Grand Prix du Midi libre
  - 3-й на Grand Prix de Lugano
  - 4-й на Liège-Bastogne-Liège
  - 5-й на Paris-Tours
  - 6-й на Ronde van Vlaanderen
  - 7-й на Paris-Roubaix
  - 8-й на Чемпионате Мира
  - 9-й на Giro di Lombardia
- 1953
  - Challenge Sedis
  - Tour de France :
    -  общий зачёт
    - 18-й и 20-й (ITT) этапы

  - 4-й этап Tour de Romandie
  - Critérium des As
  - 3-й на Чемпионате Франции
  - 3-й на Tour de Romandie
  - 4-й на Paris-Roubaix
  - 4-й на Ronde van Vlaanderen
  - 8-й на Чемпионате Мира
- 1954
  - Challenge Sedis
  -  Чемпионат Мира
  - Tour de France :
    -  общий зачёт
    - 2-й, 18-й и 21-й (ITT) этапы

  - 7-й на Critérium du Dauphiné libéré
  - Grand Prix cycliste d'Espéraza
  - 2-й Paris-Tours
  - 2-й la course de côte du Mont Faron
  - 2-й на Grand Prix des Alliés
  - 2-й на Trophée Baracchi (вместе с Жаком Анкетилем)
  - 2-й в омниуме на Парк де Пренс
  - 3-й Grand Prix de l'Écho d'Alger
  - 5-й Critérium du Dauphiné libéré
- 1955
  - Challenge Sedis
  - Tour de France :
    -  общий зачёт
    - 3-й на 11-м этапе

  - Ronde van Vlaanderen
  - Critérium du Dauphiné libéré :
    - общий зачёт
    - 3-й, 5-й и 6b-й этапы

  - Tour de Luxembourg :
    - общий зачёт
    - 2-й на 3-м этапе

  - 3-й этап на Paris-Nice
  - 2-й на Чемпионате Франции
  - 3-й на Paris-Roubaix
- 1956
  - Paris-Roubaix
  - Circuit du Mont-Blanc
  - 10-й (ITT) этап на Vuelta a España
  - 2-й на Boucles de la Seine
  - 2-й на Paris-Camembert
  - 2-й на Marseille-Nice
  - 3-й на Чемпионате Франции
  - 3-й на Paris-Tours
  - 7-й на Giro di Lombardia
  - 8-й на Чемпионате Мира
- 1957
  - Gênes-Nice
  - 15-й этап на Giro d'Italia
  - 2-й на Чемпионате Мира
  - 2-й на Giro d'Italia
  - 2-й на Critérium national
  - 2-й на Paris-Tours
  - 2-й на Grand Prix de Monaco
  - 2-й на Trophée Constant Ockers
  - 2-й на Six jours de Paris (вместе с Georges Senfftleben и Dominique Forlini)
  - 3-й на Critérium des As
  - 5-й на Paris-Nice
  - 9-й на Liège-Bastogne-Liège
- 1958
  - 2-й на Чемпионате Мира
  - 4-й на Giro d'Italia
  - 7-й на Tour de France
  - 10-й на Milan-San Remo
- 1959
  - Bordeaux-Paris
  - GP Cyclomotoristico :
    - общий зачёт
    - 1-й, 2-й, 3-й, 5-й и 9-й этапы
- 1960
  - GP Cyclomotoristico :
    - общий зачёт
    - 1-й, 2-й, 3-й, 4-й, 5-й и 7-й этапы

  - Rome-Palerme
  - 4-й на Bordeaux-Paris
- 1961
  - 3-й этап на Tour de l'Aude
  - 2-й Bordeaux-Paris
  - 3-й на Parisien (вместе с Агостино Колетто, Джозеф Велли, Эрколе Бальдини и Нелло Фабри)

## Статистика выступлений наГранд Турах
|                 | 1947 | 1948 | 1949 | 1950 | 1951 | 1952 | 1953 | 1954 | 1955 | 1956 | 1957 | 1958 | 1959 |
| Джиро д'Италия  |      |      |      |      | 7    |      | DNF  |      |      |      | 2    | DNF  |      |
| Тур де Франс    | DNF  | 4    | DNF  | 3    | 20   |      | 1    | 1    | 1    |      |      | 7    | DNF  |
| Вуэльта Испании |      |      | N/A  |      | N/A  | N/A  | N/A  |      |      | DNF  |      |      |      |